# اچ‌دی ۱۴۸۴۲۷
اچ‌دی ۱۴۸۴۲۷ یک ستاره است که در صورت فلکی مارافسای قرار دارد.